# Гонченков Олександр Анатолійович
Олександр Анатолійович Гонченков (нар. 14 квітня 1970, Львів, УРСР) — трековий та шосейний велогонщик, переможець чемпіонату світу у командній гонці переслідування, призер чемпіонатів СРСР та Росії, заслужений майстер спорту СРСР (1990).

## Біографія
Олександр Гонченков народився 14 квітня 1970 року у Львові. Закінчив Львівський педагогічний інститут. Спочатку займався велоспортом на треку, де здобув золото у командній гонці переслідування на Чемпіонаті світу 1990 року. Згодом перейшов у шосейній гонки, де з 1993 по 1995 рік виступав за італійську команду «Lampre». Наприкінці 1995 року спортсмен змінив громадянство на російське і почав виступи за команду «Рослотто». З 1998 року перейшов у «Ballan-Alessio».
Гонченков неодноразово брав участь у Тур де Франс та Джиро д'Італія, а у 1996 році здобув перемогу на 16 етапі Джиро.

### Виступи на Олімпійських іграх
Олександр Гонченков брав участь в Олімпійських іграх в Барселоні у складі Об'єднаної команди в командній та індивідуальній гонці переслідування, де посів 6 та 11 місця відповідно.
У 1996 році Гонченков готувався до виступу на Олімпійських іграх в Атланті за збірну Росії, однак через проблеми із зміною громадянства не зміг взяти участь у змаганнях.

## Статистика

### Трекові велоперегони
| Рік  | Змагання                                 | Місце проведення | Результат | Дисципліна                              |
| ---- | ---------------------------------------- | ---------------- | --------- | --------------------------------------- |
| 1988 | Чемпіонат СРСР                           | Ярославль, СРСР  | 1         | Командна гонка переслідування (юніори)  |
| 1988 | Чемпіонат світу серед юніорів            | Оденсе, Данія    | 1         | Командна гонка переслідування (юніори)  |
| 1990 | Чемпіонат СРСР                           | Москва, СРСР     | 2         | Командна гонка переслідування (аматори) |
| 1990 | Чемпіонат світу з трекових велоперегонів | Маебасі, Японія  | 1         | Командна гонка переслідування (аматори) |

### Шосейні гонки
| Рік  | Змагання                | Місце проведення       | Результат | Дисципліна                 |
| ---- | ----------------------- | ---------------------- | --------- | -------------------------- |
| 1992 | Кубок Кайвано           | Кайвано, Італія        | 1         | критеріум                  |
| 1992 | Кубок Мобіліо Понсакко  | Понсакко, Італія       | 1         | гонка з роздільним стартом |
| 1993 | Париж-Тур               | Франція                | 3         |                            |
| 1995 | Брабантсе Пейл          | Брабант, Бельгія       | 2         |                            |
| 1996 | Трофео Панталіка        | Ферла, Італія          | 2         |                            |
| 1996 | Тіррено — Адріатіко     | Італія                 | 2         | загальний залік            |
| 1996 | Вуельта Андалусії       | Іспанія                | 2         | загальний залік            |
| 1996 | Мілан — Сан-Ремо        | Італія                 | 2         |                            |
| 1996 | Тур Романдії            | Швейцарія              | 2         | загальний залік            |
| 1997 | Гран-прі міста Камайоре | Камайоре, Італія       | 1         |                            |
| 1997 | Класика Алькобендас     | Алькобендас, Іспанія   | 3         |                            |
| 1997 | Чемпіонат Росії         | Москва, Росія          | 3         |                            |
| 1997 | Класика Сан-Себастьян   | Сан-Себастьян, Іспанія | 2         |                            |
| 1997 | Джиро дель Емілія       | Болонья, Італія        | 1         |                            |

- Інформація з сайту Cycling archives